# Coupe d'Angleterre de football 1888-1889
Navigation
Édition précédente Édition suivante
La Coupe d'Angleterre 1888-1889 est la 18e édition de la FA Cup. West Bromwich Albion défend son titre obtenu la saison précédente.
Preston North End remporte pour la première fois la compétition en battant en finale les Wolverhampton Wanderers sur le score de trois buts à zéro. Cette victoire permet au club de réaliser le doublé coupe d'Angleterre/championnat d'Angleterre et de se voir qualifier d'« Invincibles ».

## Organisation
La compétition se déroule en matchs éliminatoires. Le lieu du match est déterminé par le tirage au sort. Le premier club tiré au sort reçoit le deuxième. La rencontre se déroule en un match, le vainqueur se qualifiant pour le tour suivant. En cas d'égalité, un match d'appui est organisé sur le terrain de l'équipe visiteuse, et ainsi de suite jusqu'à ce qu'une équipe l'emporte.
Une série de tours éliminatoires sont organisés avant l'ouverture de la compétition proprement dite. Ces tours préliminaires regroupent 92 équipes issues d'Angleterre, du pays de Galles et d'Irlande. Y participent des équipes amateures, semi-professionnelles ou professionnelles mais non associées à la Football League, c'est-à-dire ne prenant pas part au championnat d'Angleterre comme Nottingham Forest par exemple.
Sur les 92 équipes, 10 équipes seulement rejoignent la Coupe d'Angleterre après quatre tours éliminatoires.

## Premier tour
Les matchs se déroulent le 2 février 1889. Les matchs d'appui sont organisés le 9 février.
| Club recevant           | Score   | Club visiteur        | Lieu de la rencontre | Date           |
| ----------------------- | ------- | -------------------- | -------------------- | -------------- |
| Burnley FC              | 4-3     | Old Westminsters FC  |                      | 2 février 1889 |
| Swifts FC               | 3-1     | Wrexham AFC          |                      | 2 février      |
| Notts County            | 2-0     | Old Brightonians FC  |                      | 2 février      |
| Nottingham Forest       | 2-2     | Linfield Athletic    |                      | 2 février      |
| Nottingham Forest       | forfait | Linfield Athletic    |                      |                |
| Aston Villa FC          | 3-2     | Witton Albion FC     |                      | 2 février      |
| Bootle FC               | 0-3     | Preston North End    |                      | 2 février      |
| Accrington FC           | 1-1     | Blackburn Rovers     |                      | 2 février      |
| Blackburn Rovers        | 5-0     | Accrington FC        |                      | 9 février      |
| Chatham Town FC         | 2-1     | South Shore FC       |                      | 2 février      |
| Grimsby Town            | 3-1     | Sunderland Albion FC |                      | 2 février      |
| Halliwell FC            | 1-1     | Crewe Alexandra      |                      | 2 février      |
| Crewe Alexandra         | 1-5     | Halliwell FC         |                      | 9 février      |
| Wolverhampton Wanderers | 4-3     | Old Carthusians FC   |                      | 2 février      |
| Derby County            | 1-0     | Derby Junction       |                      | 2 février      |
| Notts Rangers           | 1-1     | The Wednesday        |                      | 2 février      |
| The Wednesday           | 3-0     | Notts Rangers        |                      | 9 février      |
| Birmingham St George's  | 3-2     | Long Eaton Rangers   |                      | 2 février      |
| Small Heath             | 2-3     | West Bromwich Albion |                      | 2 février      |
| Walsall Town Swifts     | 5-1     | Sheffield Heeley FC  |                      | 2 février      |

## Deuxième tour
Les matchs se déroulent le 16 février 1889. Les matchs d'appui le 23 puis le 28 février.
| Club recevant           | Score   | Club visiteur          | Lieu de la rencontre | Date            |
| ----------------------- | ------- | ---------------------- | -------------------- | --------------- |
| Blackburn Rovers        | Forfait | Swifts FC              |                      |                 |
| Aston Villa FC          | 5-3     | Derby County           |                      | 16 février 1889 |
| The Wednesday           | 3-2     | Notts County           |                      | 16 février      |
| Chatham Town FC         | 1-1     | Nottingham Forest      |                      | 16 février      |
| Nottingham Forest       | 2-2     | Chatham Town FC        |                      | 23 février      |
| Chatham Town FC         | 3-2     | Nottingham Forest      | Kennington Oval      | 28 février      |
| Grimsby Town            | 0-2     | Preston North End      |                      | 16 février      |
| Halliwell FC            | 2-3     | Birmingham St George's |                      | 16 février      |
| Wolverhampton Wanderers | 6-1     | Walsall Town Swifts    |                      | 16 février      |
| West Bromwich Albion    | 5-1     | Burnley FC             |                      | 16 février      |

## Troisième tour
Les matchs se déroulent le 2 mars 1889. 
| Club recevant           | Score | Club visiteur          | Lieu de la rencontre | Date        |
| ----------------------- | ----- | ---------------------- | -------------------- | ----------- |
| Preston North End       | 2-0   | Birmingham St George's |                      | 2 mars 1889 |
| Blackburn Rovers        | 8-1   | Aston Villa FC         |                      | 2 mars      |
| Chatham Town FC         | 1-10  | West Bromwich Albion   |                      | 2 mars      |
| Wolverhampton Wanderers | 3-0   | The Wednesday          |                      | 2 mars      |

## Demi finales
| Demi-finale 1 | Preston North End | 1-0 | West Bromwich Albion | Bramall Lane, Sheffield |
| 16 mars 1889  |                   |     |                      |                         |

| Demi-finale 2 | Wolverhampton Wanderers | 1-1 | Blackburn Rovers | Alexandra Road, Crewe |
| 16 mars 1889  |                         |     |                  |                       |

| Demi-finale 2, match d'appui | Blackburn Rovers | 1-3 | Wolverhampton Wanderers | Alexandra Road, Crewe |
| 23 mars 1889                 |                  |     |                         |                       |

## Finale
| Finale       | Preston North End | 3-0     | Wolverhampton Wanderers | Kennington Oval, Londres |  |
| 30 mars 1889 | Fred Dewhurst 15e · Jimmy Ross 25e · Sammy Thomson 70e | (2-0)   | |                          |  |
| 30 mars 1889 | Robert Mills-Roberts, Bob Howarth, Bob Holmes, George Drummond, David Russell, Johnny Graham, Jack Gordon, Jimmy Ross, John Goodall, Fred Dewhurst , Sam Thomson. | Équipes | Jack Baynton, Dickie Baugh, Charlie Mason, Albert Fletcher, Harry Allen, Arthur Lowder, Tommy Hunter, David Wykes, John Brodie , Harry Wood, Tommy Knight. |                          |  |